# Antonio Vico y Pintos
Antonio Vico Pinto (Jerez de la Frontera, 1840-Nuevitas, 1902) fue un actor español, miembro destacado de una larga saga familiar. Escribió una autobiografía con numerosas anécdotas sobre la vida teatral de su tiempo: Mis memorias: cuarenta años de cómico (1902).

## Biografía
Hijo del actor del mismo nombre, Antonio Vico, fue discípulo de José Valero con quien se iniciaría haciendo papeles de galán, hasta que en 1864 pasó a la compañía de Victorino Tamayo. Aún tardaría nueve años en ser reconocido, tras su interpretación de Los amantes de Teruel en el Teatro Lope de Rueda de Madrid en 1873. Poco después formó compañía en unión de Rafael Calvo con quien mantuvo una intermitente amistad fruto de la rivalidad que sostuvieron en la cumbre de la escena de su época.

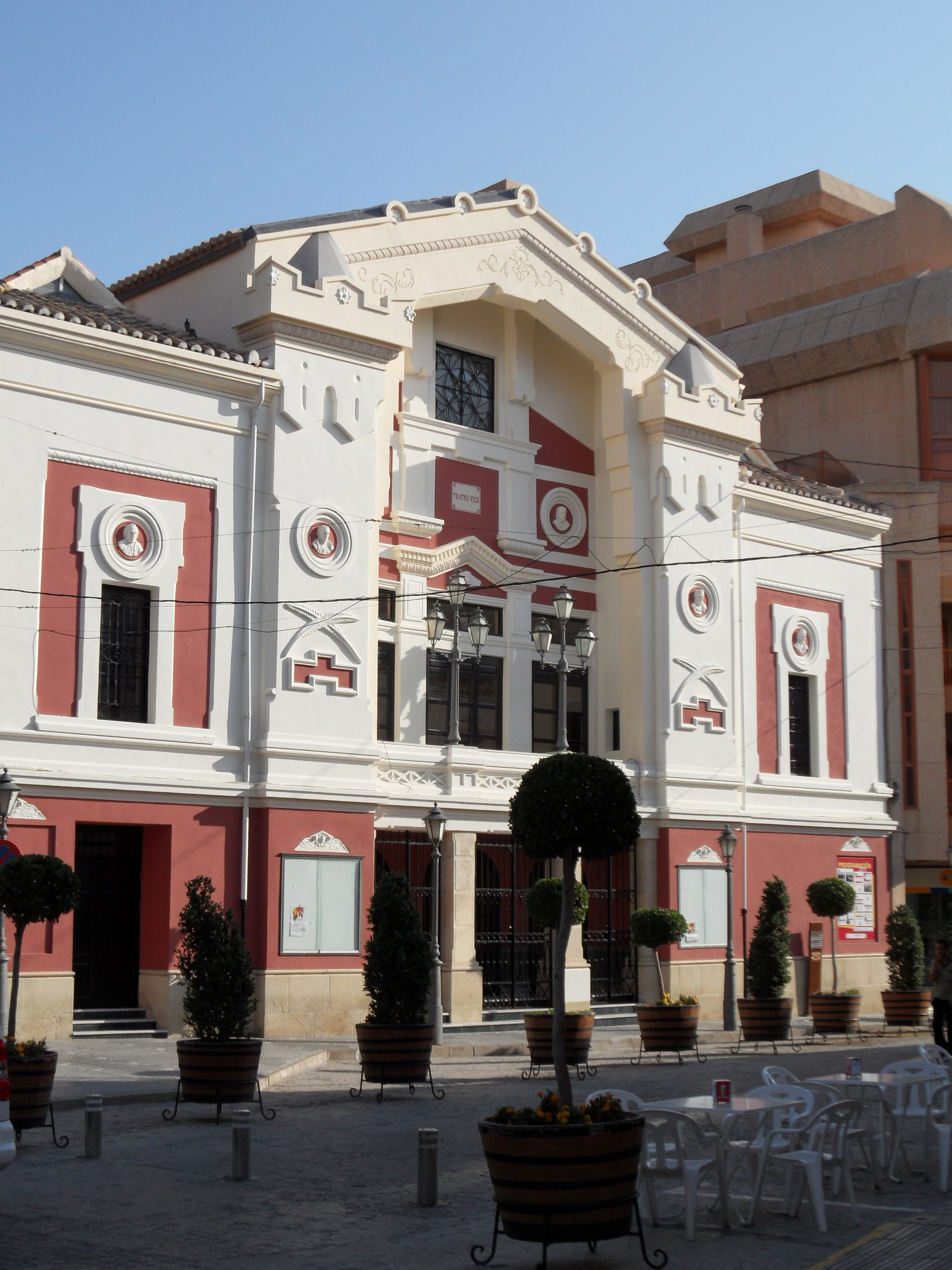
Teatro Vico, en Jumilla.

Como Calvo, Vico fue hombre clave en la recuperación histórica del Teatro Español de Madrid, y como aquel contó con la amistad de dramaturgos como Benito Pérez Galdós, que llega a mencionarlo en la última serie sus Episodios Nacionales, José Echegaray, Leopoldo Cano o Eugenio Sellés, y la admiración de un joven Antonio Machado. Llevó al escenario del mencionado Teatro Español obras como En el puño de la espada, La muerte en los labios, Cid Rodrigo de Vivar, La Pasionaria, Otelo, Vida alegre y muerte triste y, asociado de nuevo con Calvo, El gran galeoto.
Desde 1882 fue profesor en el Real Conservatorio, en Madrid. Estando en gira por Hispanoamérica, murió en Nuevitas, y aunque fue enterrado en Cuba, posteriormente sus restos serían trasladados a España para reposar junto a los de Calvo en la Sacramental de San Justo.

## Familia
Era hijo del actor Antonio Vico y López de Adrián, y a su vez padre de José Vico y abuelo de Antonio Vico Camarero, tío del dramaturgo Guillermo Perrín y Vico y bisabuelo de los actores María Vico y Jorge Vico Carbonell, y tatarabuelo de Antonio Vico Rodríguez. Es también bisabuelo de Teresa Vico,  directora del Teatro Albéniz en Madrid durante 20 años.

## El retrato de Díaz de Escovar

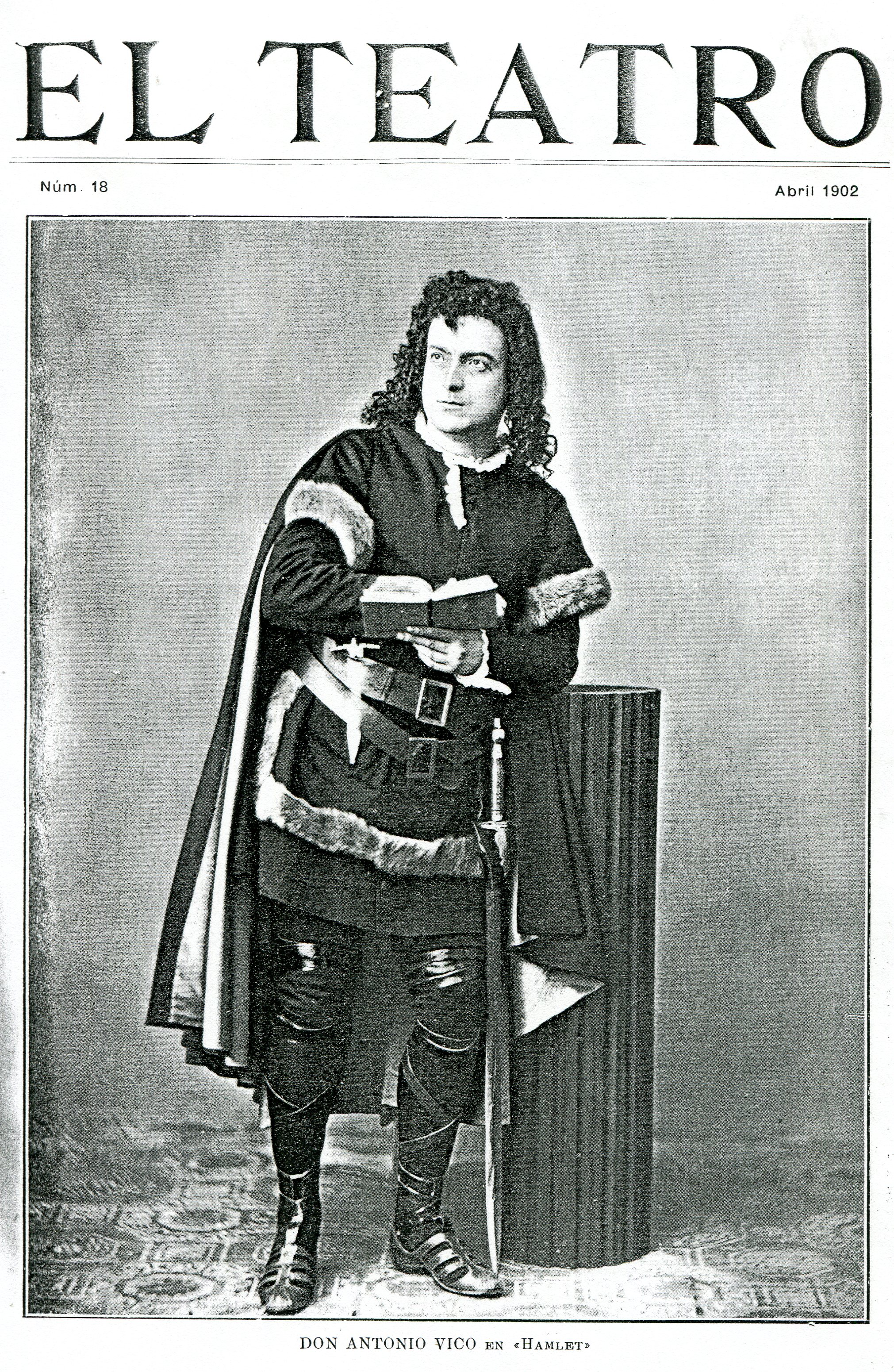
Antonio

El erudito Narciso Díaz de Escovar escribió de él: 

Vico fue todo lo contrario de Calvo. En él tenía poco valor la palabra, con tenerlo, en ocasiones, muy grande; su fuerza estaba en la mímica, en el gesto, en los silencios, en los mutis, en las transiciones. Con frecuencia se le veía indolente y de pronto se trasformaba de un modo terrible y hacía estallar la ovación cuando más próxima parecía la protesta. Era esencialmente efectista, y sin embargo, nunca preparaba los efectos.
Narciso Díaz de Escovar